# Big Walter Horton

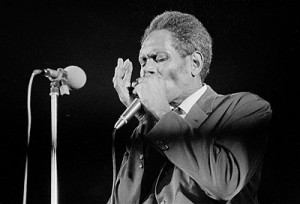
Big Walter Horton

Big Walter Horton (* 6. April 1918 in Horn Lake, Mississippi; † 8. Dezember 1981 in Chicago, Illinois) war ein US-amerikanischer Blues-Musiker, ein Virtuose auf der Mundharmonika, bekannt als Mitglied der Band von Muddy Waters. Besondere Bedeutung hatte er auch für die Entwicklung der elektrisch verstärkten Harmonika. Obwohl er die gleiche Bedeutung für die Bluesmusik gehabt hat wie zum Beispiel Little Walter, ist er doch nicht so bekannt wie seine Zeitgenossen. Es ist darauf zurückzuführen, dass er als scheuer, schüchterner Mensch nie das Bedürfnis hatte, eine eigene Band zu haben, sondern es vorzog, wenn er als Mitspieler einen Beitrag zu einer Aufnahme leisten konnte. Willie Dixon nannte ihn einmal "den besten Harmonikaspieler, den ich jemals gehört habe."

## Leben
Bereits mit fünf Jahren konnte Horton Mundharmonika spielen, die er sich selbst beibrachte, nachdem er eine Harmonika von seinem Vater geschenkt bekommen hatte. Bald gewann er einen lokalen Talentewettbewerb. Als Jugendlicher lebte er in Memphis, Tennessee, wo er Mitglied der Memphis Jug Band war, an deren Aufnahmen er möglicherweise beteiligt war. Hier lernte er auch neue Tricks für die Harmonika, die ihm von Will Shade, dem Harmonikaspieler der Jug Band, beigebracht wurden. Danach zog er durch die Lande und spielte mit seiner Musik gerade genug zum Überleben ein. In den Zeiten der Großen Depression spielte er mit Robert Johnson, Honeyboy Edwards und anderen.
Anfang der 1940er ging er nach Chicago und machte dort seine ersten eigenen Aufnahmen, meistens begleitet von einem Gitarristen. Nach eigenen Aussagen begann er um diese Zeit auch mit verstärkter Mundharmonika zu experimentieren. Er soll Little Walter und Sonny Boy Williamson einige Mundharmonikakniffe beigebracht haben, das ist jedoch nicht bestätigt.
Aus gesundheitlichen Gründen zog Horton sich mehr oder weniger von der Musikszene zurück und nahm andere Jobs an. Gelegentlich kam er nach Memphis zurück und machte auch verschiedene Aufnahmen, darunter auch mit dem jungen B. B. King. Später in den 1950ern schloss er sich in Chicago der Band von Muddy Waters an. In den 1950er-Jahren spielte er auch als Studiomusiker für Chess Records. In dieser Zeit nahm er, mit Willie Dixon als Produzenten, einige Singles für Chess auf.
Horton, dessen Spitzname wegen seiner Kopfbewegungen beim Spielen „Shakey“ war, wurde fester Bestandteil der Chicagoer Blues-Szene und genoss während des Folk-Revivals große Popularität. Erst 1964 nahm er seine erste eigene LP für Chess Records (The Soul of Blues Harmonica) auf. In den 1970ern tourte er in den Staaten und in Europa, oft mit Willie Dixon und seinen „Chicago Blues All-Stars“. Er spielte mit Bluesrock-Größen wie Fleetwood Mac und Johnny Winter. Zu empfehlen ist sein bei Alligator Records veröffentlichtes Album Big Walter Horton with Carey Bell, das auch als CD erschienen ist. Bei den Aufnahmen wirken neben Big Walter Horton auch Carey Bell und Eddie Taylor mit. Im Film The Blues Brothers trat er als Begleiter von John Lee Hooker in der Maxwell Street Szene auf.
Big Walter Horton war ein ruhiger, unscheinbarer Mann, der als einer der begabtesten Bluesharmonika-Spieler in der Geschichte des Blues betrachtet wird. Er starb 1981 in Chicago und wurde in Alsip, Illinois, beigesetzt. 1982 erhielt er einen Platz in der Blues Hall of Fame.

## Diskographie

### Alben
- 1964 The Soul of Blues Harmonica Chess
- 1969 Southern Comfort Sire Records
- 1972 Offer You Can't Refuse [1 Side]  Red Lightnin' (UK)
- 1972 With Hot Cottage London / Blueprint / XTRA / Stony Plain
- 1973 Big Walter Horton with Carey Bell Alligator
- 1973  NowLive at the El Mocambo Red Lightnin' (UK)
- 1976 Can't Keep Lovin' You Blind Pig Records
- 1979 Fine Cuts Blind Pig Records
- 1980 Little Boy Blue [live] JSP
- 1984 The Deep Blues Harmonica JSP
- 1984 Can't Keep Lovin' You Blind Pig Records
- 1986 Walter Horton Black Magic
- 1988  Mouth Harp Maestro Ace
- 1990 Horton Blind Pig Records
- 1996 Ann Arbor Blues & Jazz Festival, Vol. 4 [live]  Schoolkids
- 1996 They Call Me Big Walter  Blues Alliance
- 1997 An Offer you Can´t Refuse Walter Horton und Paul Butterfield  Castle
- 1998  Toronto '73 M.I.L. Multimedia
- 1999 Walter "Shakey" Horton Live Pacific Blues
- 2001 Live at the Knickerbocker JSP
- 2001 With Hot Cottage Stony Plain
- 2005  Memphis Recordings 1951 Megaphon Importservice
- 2008 Bocce Boogie: Live 1978  Topcat Records

### Gastauftritte
- Chicken Shack Complete Blue Horizon Sessions (2006)
- Fleetwood Mac Blues Jam In Chicago, Vol. 2 (2004)
- Buddy Guy This Is the Beginning: The Artistic and USA Sessions 1958-1963 (2003)
- David "Honeyboy" Edwards Don't Mistreat A Fool (1999)
- Johnny Shines 1915-1992 (1998)
- Muddy Waters His Best 1956 bis 1964 (1997)
- American Folk Blues Festival: 1962-1965  (1995)
- Floyd Jones Masters Of Modern Blues (1994)
- J.B. Hutto Masters Of Modern Blues (1995)
- Jimmy Rogers Chicago Bound (1976)
- Fleetwood MacKiln House (1970)
- Koko Taylor Koko Taylor (1969)
- Sunnyland Slim Midnight Jump (1969)
- Fleetwood Mac Blues Jam In Chicago, Vol. 1 (1969)
- Chicken Shack O.K. Ken? (1969)
- Johnny Shines Johnny Shines With Big Walter Horton (1969)
- Johnny Winter Johnny Winter  (1969)
- Big Mama Thornton Ball N' Chain (1968)
- Johnny Young Chicago Blues (1968)
- Otis Spann Otis Spann's Chicago Blues (1966)
- Big Mama Thornton Big Mama Thornton In Europe (1965)[7]